# エクストリームスポーツ
エクストリームスポーツ（英: extreme sports）とは、速さや高さ、危険さや華麗さなどの「過激な (extreme)」要素を持った、離れ業を売りとするスポーツの総称。アクションスポーツ (action sports) とも呼ばれ、Xスポーツ (X sports) と略される事もある。類義語アーバン・スポーツ。

## 定義
エクストリームスポーツの定義は曖昧である。ただ単純に危険であったり、過激なスポーツであれば、一概にエクストリームスポーツに当てはめることができるというわけではない。エクストリームスポーツと普通のスポーツとの境界については、その危険度や興奮を生み出す力と同様に、マーケティング展開（市場での展開）も重要であるといわれる。これは、エクストリームスポーツは、スポーツとしての側面と同時に、ファッションや音楽といった若者文化にも影響力を持つとされるためで、エクストリームスポーツのマーケティング展開においては、若者文化との関連性が強調されているものも多い。
そのため、例えばスノーボードとスキーを比較すると、スキーの方がスピードが高く、また両者とも同じ程度の危険度を有しているにもかかわらず、マーケティング展開の違いや、またスノーボードの方が新しいスポーツである点などから、スキーよりもスノーボードの方がエクストリームスポーツとしてのイメージが強い。危険で興奮度が高いスポーツであっても、それだけではエクストリームスポーツには含まれない。
類義語として「アーバン・スポーツ」があるが、国際競技大会エクストリームスポーツ国際フェスティバル (Festival International du Sport Extreme <FISE>)（フィセ）は1997年にフランス南部モンペリエで、エクストリームスポーツ好きな学生であったエヴァ・アンドレ＝ブノワが始めたが、そののちアーバン・スポーツの大会として確立している。国際競技大会「FISEワールド・シリーズ広島」は別名「アーバン・スポーツ・フェスティバル広島」である。2019年6月25日、国際オリンピック委員会総会で非オリンピック種目パルクールの国際競技連盟であり、国際体操連盟と日本アーバンスポーツ支援協議会の会長である渡辺守成は2024年パリオリンピックでの追加種目に提案されたサーフィン、スケートボード、スポーツクライミング、ブレイキンを総じて「アーバン・スポーツ」と述べた。
また、エクストリームスポーツは、必ずしも競技的な勝敗を目的とせず、自身の精神的満足や個性の確立を目指すものだとする認識も存在するため、そもそもスポーツという呼び方すら合わないとされることもある。

## 影響
エクストリームスポーツは自身の身体能力や度胸の限界を求める若者たちに支持されているだけでなく、ファッション、音楽といった若者文化にも大きな影響力を持つ。アメリカで、マーカス・ウォーカー等、13歳でエクストリームスポーツのプロとして活動し始める選手が出てきたり、その人物の着ている洋服のブランド（ビラボンなど）に人気が集まっている。
エクストリームスポーツという言葉は、アメリカなどでXゲームズ というスポーツイベント（競技大会）がテレビ放送されたことによって広く知られることになった。この大会が大きな広告力を持っていることが企業などに理解されたため、競技者や主催者はスポンサーに困らなかった。このエクストリームスポーツの高い注目度と、それを取り巻く文化は、エクストリーム・アイロニングやアーバン・ハウスワーク（都市での家事労働）、エクストリーム・クロッケー（過激なクロッケー）、エクストリーム一輪車、家庭体操競技、エクストリーム一輪車（手押し車）などのパロディ競技も生み出した。
エクストリームスポーツの熱心な愛好家たちは、「アドレナリン中毒者」というレッテルを貼られることを嫌う。彼らの主張によれば、彼らがエクストリームスポーツに挑戦するのは、「人を寄せ付けないような環境を支配してみたいから」、「自分の個性を磨きたいから」、「身体的にまた精神的に向上することを楽しんでいるから」、あるいは「単純に荒野などのアウトドアが好きであるから」である。しかし、エクストリームスポーツの参加者たちは、そのエクストリームという名前のために世間から、愚かで、向こう見ずで、自殺的だという固定観念で見られ非難されることもある。
パラグライダーパイロットであるボブ・ドゥルーリーは、たとえこれらのスポーツが命をかけたものであっても、「私たちは現実から逃避するためにエクストリームスポーツをしているわけではなく、現実を私たちから乖離させないためにこれらのスポーツに挑戦するのだ。」と語っている。
エクストリームスポーツと言われるスポーツの中には、長い歴史を持ち、支持されてきたものがある。例えば、ロッククライミングやアイスクライミングは、エドモンド・ヒラリーやクリス・ボニントン、ジョー・シンプソンなどの著名人を生み出してきた。また、サーフィンの元となったものはハワイの原住民たちによって何世紀も昔に考案されたものである。
スノーボードなどいくつかのエクストリームスポーツは、2002年ソルトレークシティオリンピック以降の大会で採用されている。

## エクストリームスポーツとアドベンチャースポーツの一覧

### 乗り物

#### 自転車
- BMX
- マウンテンバイク
- Drift trikes

#### オートバイ
- エクストリームバイク
- フリースタイルモトクロス
- ドラッグレース

#### 四輪車
- ドラッグレース
- ドリフト走行
- ロッククローリング

#### スケート、スケートボードに類するもの
- フリーラインスケート
- スケートボーディング
- アグレッシブインラインスケート
- ロングスケートボード・ダウンヒル
- エクスライダー
- アイスクロス

#### その他
- エアレース
- ストリートリュージュ
- ジャンピング・スティルト
- スタント・ポゴスティック（ホッピング）
- エクストリーム・一輪車
- スクーター・キックボード

### 山

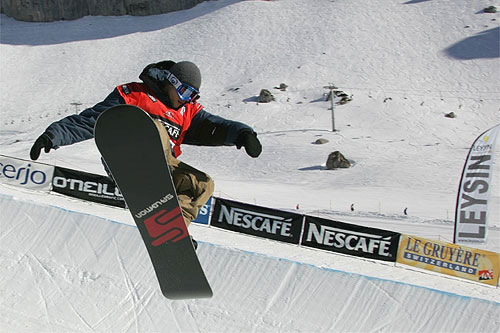
スノーボード

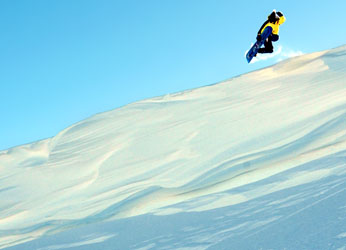
コーニスから飛び降りるスノーボーダー。

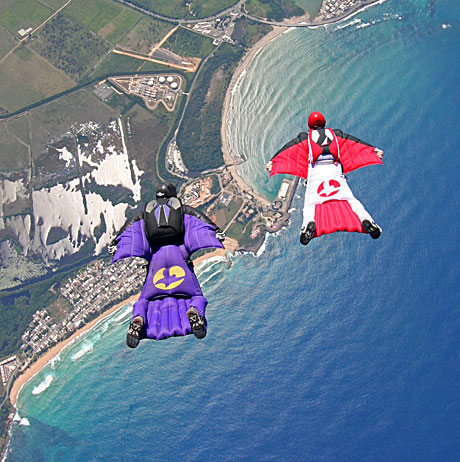
ウイングスーツ飛行は近年のアクティビティ。

- スカイランニング
- トレイルランニング
- マウンテンボード

#### 雪上競技(主にスキー、スノーボード)
- エクストリームスキー（英語版）
- スノーボード
- スキーボード
- フリースタイルスキー
- ロックスキー

### クライミング
- フリーソロ・クライミング（英語版）
- フリークライミング
- ロッククライミング
- アイスクライミング
- フォールクライミング
- ボルダリング
- ビルダリング

### 空・落下

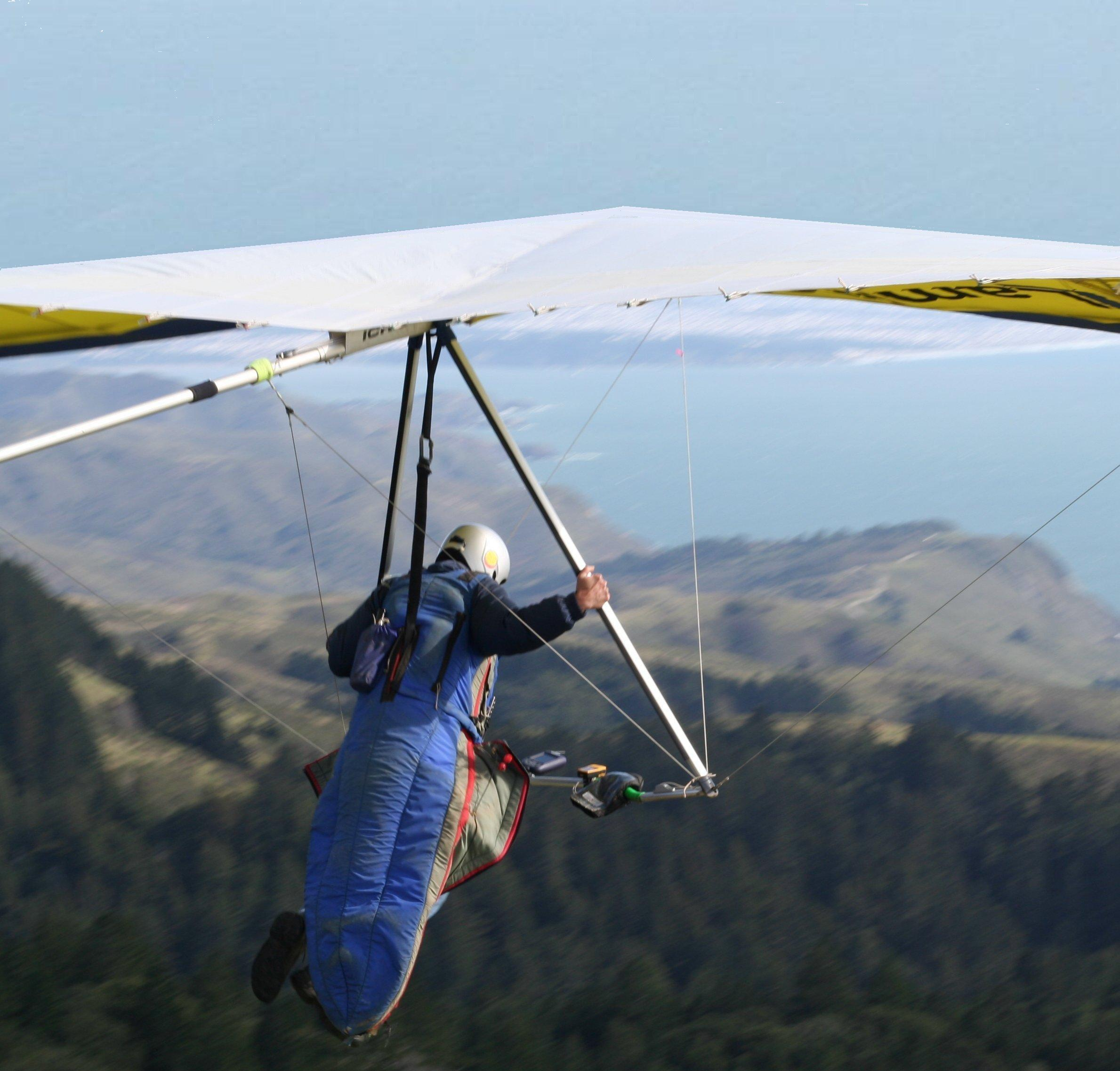
アメリカ合衆国カリフォルニア州マリン郡にあるタマルパイス山から飛び立つハンググライダー。

- スカイダイビング
- キャノピーパイロッティング
- スカイサーフィン
- ベースジャンピング
- バンジージャンプ
- クリフダイビング
- パラグライダー
- パラモーター（パワーパラグライダー）
- ハンググライダー

### 海・川
- サーフィン
- ウィンドサーフィン
- フリーダイビング
- ケーブダイビング
- ウェイクボード
- ニーボード（英語版）
- ウォータースキー
- カイトボード
- フライボード

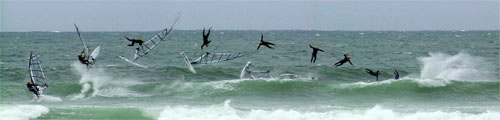
スペインのカンタブリア沖で、強風の中、前方ループを試みてウインドサーファーが、波をジャンプしながら、ダブルフリップを決める様子。

- ホワイトウォーター・ラフティング（激流下り）
- ホワイトウォーター・カヤック（激流下り）

### その他
- パルクール（フリーランニング）
- トリッキング
- バスケットボール3x3
- ブレイキン
- バーチカルランニング
- スラムボール
- ゾーブ
- サバイバルゲーム
- ペイントボール
- スラックライン
- エレベーターサーフィン
- UFC[要出典]
- パンクラス[要出典]
- バトントワリング[2]
- タフガイ・チャレンジ
- スポーツけん玉[2]
- eスポーツ[2]
- ダブルダッチ
- ホッケーン

### パロディ
- エクストリーム・アイロニング
- エクストリーム出社
- エクストリーム・会計事務
- エクストリーム・クロッケー
- アーバン・ハウスワーク
- エクストリーム・一輪車（手押し車、台車）
- エクストリーム囲碁
- エクストリーム土下座
- エクストリームワールドカップ観戦
- エクストリームセックス

## エクストリームスポーツが登場する作品

### 映画
- ハートブルー（1991年）
- クリフハンガー（1993年）
- ターミナル・ベロシティ（1994年）
- バーティカル・リミット（2000年）
- ミッション:インポッシブル2（2000年）
- YAMAKASI（2001年）
- トリプルX（2002年）
- EX エックス（2002年）
- アルティメットシリーズ（2004年、2009年）
  - フルスロットル（2014年）
- 007/カジノ・ロワイヤル（2006年）
- アンリミテッド（2015年）
- X-ミッション（2015年）